# Steve Blake
Steven Hanson Blake (Hollywood, Flórida, 26 de Fevereiro de 1980) é um ex-jogador profissional de basquetebol norte-americano que por ultimo defendeu o Sydney Kings na National Basketball League da Austrália.

## Estatística na NBA

### Temporada Regular
| Ano      | Equipe                 | PJ  | PT  | MPJ  | AP   | 3P   | LL   | RT  | AS  | BR  | TO  | PPJ  |
| -------- | ---------------------- | --- | --- | ---- | ---- | ---- | ---- | --- | --- | --- | --- | ---- |
| 2003-04  | Washington Wizards     | 75  | 14  | 18.6 | .386 | .371 | .821 | 1.6 | 2.8 | 0.8 | 0.1 | 5.9  |
| 2004-05  | Washington Wizards     | 44  | 1   | 14.7 | .328 | .387 | .805 | 1.6 | 1.6 | 0.3 | 0.0 | 4.3  |
| 2005-06  | Portland Trail Blazers | 68  | 57  | 26.2 | .438 | .413 | .791 | 2.1 | 4.5 | 0.6 | 0.1 | 8.2  |
| 2006-07  | Milwaukee Bucks        | 33  | 2   | 17.7 | .349 | .279 | .550 | 1.4 | 2.5 | 0.3 | 0.1 | 3.6  |
| 2006-07  | Denver Nuggets         | 49  | 40  | 33.5 | .432 | .343 | .727 | 2.5 | 6.6 | 1.0 | 0.1 | 8.3  |
| 2007-08  | Portland Trail Blazers | 81  | 78  | 29.9 | .408 | .406 | .766 | 2.4 | 5.1 | 0.7 | 0.0 | 8.5  |
| 2008-09  | Portland Trail Blazers | 69  | 69  | 31.7 | .428 | .427 | .840 | 2.5 | 5.0 | 1.0 | 0.1 | 11.0 |
| 2009-10  | Portland Trail Blazers | 51  | 28  | 27.4 | .403 | .377 | .750 | 2.3 | 4.0 | 0.7 | 0.0 | 7.6  |
| 2009-10  | Los Angeles Clippers   | 29  | 10  | 26.3 | .443 | .437 | .750 | 2.4 | 6.1 | 0.7 | 0.1 | 6.8  |
| 2010-11  | Los Angeles Lakers     | 79  | 0   | 20.0 | .359 | .378 | .867 | 2.0 | 2.2 | 0.5 | 0.0 | 4.0  |
| 2011-12  | Los Angeles Lakers     | 53  | 5   | 23.3 | .377 | .335 | .778 | 1.6 | 3.3 | 0.7 | 0.0 | 5.2  |
| 2012-13  | Los Angeles Lakers     | 45  | 13  | 26.1 | .422 | .421 | .771 | 2.9 | 3.8 | 0.8 | 0.1 | 7.3  |
| 2013-14  | Los Angeles Lakers     | 27  | 27  | 33.0 | .378 | .397 | .800 | 3.8 | 7.6 | 1.3 | 0.1 | 9.5  |
| 2013-14  | Golden State Warriors  | 28  | 1   | 21.7 | .375 | .342 | .625 | 2.0 | 3.6 | 0.7 | 0.2 | 4.4  |
| Carreira |                        | 731 | 345 | 25.0 | .403 | .388 | .783 | 2.2 | 4.0 | 0.7 | 0.1 | 6.9  |

### Playoffs
| Ano      | Equipe                 | PJ | PT | MPJ  | AP   | 3P   | LL    | RT  | AS  | BR  | TO  | PPJ  |
| -------- | ---------------------- | -- | -- | ---- | ---- | ---- | ----- | --- | --- | --- | --- | ---- |
| 2004-05  | Washington Wizards     | 4  | 0  | 4.0  | .250 | .000 | .000  | 0.8 | 0.5 | 0.0 | 0.0 | 0.5  |
| 2006-07  | Denver Nuggets         | 5  | 5  | 36.0 | .452 | .500 | .000  | 2.4 | 4.6 | 0.6 | 0.0 | 7.2  |
| 2008-09  | Portland Trail Blazers | 6  | 6  | 38.5 | .489 | .417 | .714  | 4.0 | 6.2 | 0.8 | 0.0 | 9.8  |
| 2010-11  | Los Angeles Lakers     | 9  | 0  | 16.1 | .304 | .333 | .000  | 1.6 | 2.2 | 0.6 | 0.0 | 2.2  |
| 2011-12  | Los Angeles Lakers     | 12 | 0  | 25.5 | .419 | .419 | .714  | 2.8 | 2.3 | 0.7 | 0.2 | 6.3  |
| 2012-13  | Los Angeles Lakers     | 2  | 2  | 37.5 | .393 | .417 | 1.000 | 4.0 | 2.5 | 2.0 | 1.5 | 14.0 |
| 2013-14  | Golden State Warriors  | 6  | 0  | 7.5  | .333 | .300 | .000  | 0.7 | 0.3 | 0.0 | 0.0 | 1.8  |
| Carreira |                        | 44 | 13 | 22.7 | .415 | .403 | .688  | 2.3 | 2.6 | 0.6 | 0.1 | 5.3  |